# Baloldali Koalíció
A Baloldali Kolalíció (angolul: Left Unity, franciául: Coalition des gauches) egy kommunista politikai pártokat tömörítő képviselőcsoport volt az Európai Parlamentben 1989 és 1994 között.

## Története
A Baloldali Koalíció (LU) képviselőcsoportját 1989. július 25-én hozta létre a Francia Kommunista Párt, a Görögország Kommunista Pártja, a Portugál Kommunista Párt és az ír Munkáspárt 14 képviselője. Ezek a pártok alapjaiban ellenezték az eurokommunizmust és Moszkva befolyásolta őket. Az 1994-es európai parlamenti választást követően megszűnt és az Egységes Európai Baloldal Konföderációs Csoportjának a része lett.

## Tagok

### 3. Európai Parlament (1989–1994)
| Ország                     | Párt                                                      | Képviselők száma |
| -------------------------- | --------------------------------------------------------- | ---------------- |
| Franciaország              | Francia Kommunista Párt                                   | 7 / 81           |
| Portugália                 | Egyesült Demokratikus Koalíció (Portugál Kommunista Párt) | 3 / 24           |
| Írország                   | Munkáspárt                                                | 1 / 15           |
| Európai Gazdasági Közösség | Összesen                                                  | 14 / 518         |